# 小川春樹
小川 春樹（おがわ はるき、1948年2月9日 - ）は、日本の政治家。茨城県日立市長（3期）。

## 来歴
1966年（昭和41年）3月、茨城県立日立第一高等学校卒業。同年4月、日立市役所に入所。2000年（平成12年）4月、総務部長に就任。2006年（平成18年）4月から2015年（平成27年）1月29日まで日立市助役、副市長を務めた。
2015年（平成27年）4月19日告示、4月26日投票の日立市長選挙に無投票で初当選した。5月1日、市長就任。
2019年（平成31年）、無投票により再選。
2023年（令和5年）、24年ぶりの選挙戦となり、会社社長を破って三選した。

## 市政

### 新庁舎建設
東日本大震災で被害を受け、建て替えが進められていた新庁舎が、2017年6月30日に完成し、7月18日に供用を開始した。記念式典において、小川市長は「行政機能の中枢と市のシンボルとして、市民に世代を超えて親しまれ、受け継がれていく庁舎となることを期待している」と述べた。
2019年3月30日、庁舎東側の大屋根広場が完成し、記念式典が開催された。市役所敷地内を流れる数沢川の暗きょ化などと合わせた2期分の工事費は約25億円で、新庁舎本体を建設した1期分と合わせた総事業費は約127億円。小川市長は「(新庁舎全体が)市民の願いが込められて完成した。震災復興も一区切りとなる。市役所が市民の役に立つところと改めて肝に銘じて取り組む」と述べた。
2023年9月8日、台風13号の接近に伴い、日立市の24時間降水量は269ミリと、観測史上最大を記録した。市役所西側の数沢川が氾濫し、庁舎には50センチほどの濁流が押し寄せ、地下の電源機器が浸水し、8日夜から9日夕まで全ての電源を喪失、災害対策本部は近くの市消防本部に移転した。9日は証明書などの発行業務を停止し、職員は復旧作業に追われた。小川市長は「東日本大震災を経験して災害に強い庁舎を造ったはずだが、想定外の出来事だった」とし、「構造も含めて課題があった。しっかり検証する」と述べた。インフラなどの復旧事業費は80億円程度になる見通し。